# Tarin Kowt

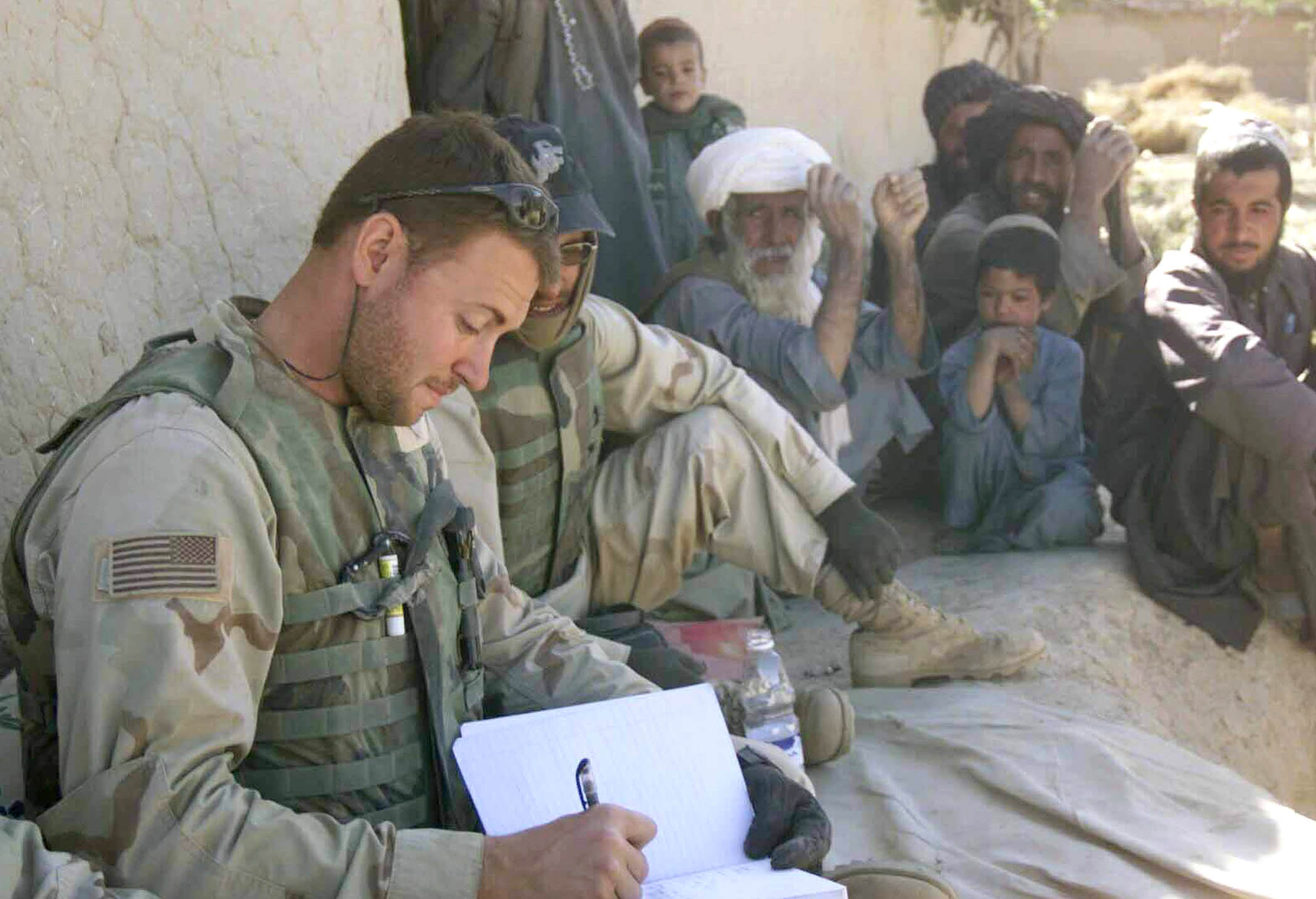
Militairen in Tarin Kowt (2004)

Tarin Kowt (ook wel Tarin Kot, Tirin Kot of Terin Kowt (Perzisch: ترين كوت) is de hoofdstad van de provincie Uruzgān in Afghanistan en de hoofdstad van het gelijknamige district Tarin Kowt.
Het is een kleine en stoffige stad met ongeveer 10.000 inwoners. Er zijn ongeveer 200 winkeltjes in de plaatselijke bazaar. Er zijn geen grote of middelgrote ondernemingen.
De provinciale gouverneur, Asadoellah Hamdam, de opvolger van Maulavi Abdul Hakim Munib, woont en werkt in een compound aangrenzend aan de bazaar.

## Verbindingen
De stad heeft een verharde landingsstrook voor vliegtuigen, genaamd Tarin Kowt Airport. Tarin Kowt Airport behoort tot de militaire basis aldaar. Sinds 29 juni 2009 is deze baan ook gedeeltelijk toegankelijk voor burgervluchten. Die militaire basis, met de naam Forward Operating Base (FOB) Ripley, bestaat uit meerdere kleinere kampen: het Nederlandse "Kamp Holland" dat ook een Australische eenheid huisvest (RTF), een Amerikaans kamp, een Afghaans kamp (ANA) en een tijdelijk verlaten kamp van de Verenigde Arabische Emiraten. Ook zijn er een Nederlands Role2 hospitaal en een Nederlands detachement met AH-64 Apache gevechtshelikopters aanwezig.
Over land is er een, inmiddels grotendeels, geasfalteerde weg naar Kandahar in het zuiden. De Taliban en andere groeperingen maken een verplaatsing over deze weg nog altijd tot een risicovolle. De per zomer 2006 aangelegde FOB Martello gevestigd halverwege de route tussen Kandahar en Tarin Kowt is in 2007 verlaten uit veiligheidsoverwegingen.

## VN-post
In mei 2009 opende de Afghaanse missie van de Verenigde Naties in Afghanistan UNAMA een kantoor in Tarin Kowt. Van daaruit moest de opbouw van de provincie Uruzgan worden gestimuleerd en gecoördineerd. De Nederlandse minister van Buitenlandse Zaken Verhagen, de speciaal vertegenwoordiger van de VN voor Afghanistan Kai Eide en gouverneur Hamdam hesen op 7 mei bij de opening van het gebouw voor de ingang de blauwe VN-vlag. Nederland had geruime tijd aangedrongen op de opening van een dergelijk kantoor.
Eveneens in mei 2009 opende de Afghaanse plaatsvervangend minister van Binnenlandse Zaken Basir officieel het nieuwe Politie Trainingscentrum in Tarin Kowt. Gouverneur Hamdam van Uruzgan en Hans Blankenberg, de Nederlandse ambassadeur, waren bij de opening aanwezig. 97 Agenten uit Uruzgan en Helmand kregen bij die gelegenheid hun diploma uitgereikt voor het afronden hun opleiding aan het Politie Trainingscentrum. Deze training werd gegeven door Afghaanse trainers samen met EUPOL en de Australische politie. De agenten kregen er les in schieten, politietechnieken en mensenrechten.

## Incidenten tijdens de Nederlandse missie 2007-2009
Vanaf april 2007 waren er meerdere (militaire) incidenten waarbij Nederlanders van de Task Force Uruzgan sneuvelden in de strijd tegen eenheden van de Taliban.
Een overzicht over de periode april 2007 - april 2009:
2007:
- Op 6 april 2007 overleed de 33-jarige sergeant Robert Donkers (1974-2007) door een ongeval met een Patria-pantservoertuig.
- Op 20 april 2007 kwam de 21-jarige korporaal Cor Strik (1985-2007) om het leven door een bermbom.
- Op 15 juni 2007 kwam de 20-jarige soldaat der eerste klasse Timo Smeehuijzen (1987-2007) om door een zelfmoordaanslag.
- Op 18 juni 2007 kwam de 44-jarige sergeant-majoor Jos Leunissen (1962-2007) om door een ongeluk tijdens gevechtshandelingen.
- Op 12 juli 2007 kwam de 24-jarige eerste luitenant Tom Krist (1983-2007) om bij een aanslag.
- Op 26 augustus 2007 kwam de 30-jarige sergeant Martijn Rosier (1977-2007) om door een bermbom.
- Op 20 september 2007 sneuvelde de 20-jarige soldaat Tim Hoogland (1987-2007) in een vuurgevecht.
- Op 3 november 2007 kwam de 21-jarige korporaal Ronald Groen (1986-2007) om toen zijn Fennek-verkenningsvoertuig 5 km ten NW van de patrouillepost Poentjak op een bermbom reed.

2008:
- Op 12 januari 2008 sneuvelden soldaat Wesley Schol (1987-2008) en korporaal Aldert Poortema (1985-2008) vermoedelijk door vuur van collega's. Ook sneuvelden toen twee militairen van het Afghaanse leger door Nederlands vuur, zij werden abusievelijk voor vijanden aangezien.
- Op 18 april 2008 komen eerste luitenant Dennis van Uhm (1984-2008) en de 22-jarige soldaat Mark Schouwink (1985-2008) om het leven door een bermbom.
- Op 7 september 2008 overleed de 21-jarige soldaat Jos ten Brinke (1987-2008) door een bermbom in Qudus.
- Op 19 december 2008 overleed de Sergeant Mark Weijdt (1984-2008) door een bermbom in het gebied Chora.

2009:
- Op 6 april 2009 sneuvelde de 20-jarige Soldaat Azdin Chadli (1988 - 2009) bij een raketaanval op "Kamp Holland".
- Op 6 september 2009 sneuvelde de 26-jarige korporaal bij het Korps Commandotroepen Kevin van de Rijdt (1983-2009) in een vuurgevecht.
- Op 7 september 2009 overleed de Sergeant-Majoor Mark Leijsen (1964-2009) door een bermbom.

## Slag bij Tarin Kowt
Het Amerikaanse commando-team ODA 574 heeft met ondersteuning van Afghanen, waaronder de latere Afghaanse president Hamid Karzai, in november 2001 een slag geleverd bij Tarin Kowt. Deze slag werd gewonnen door de Amerikanen en was een keerpunt in de oorlog tegen de Taliban in het zuiden van Afghanistan.

## Herovering door Taliban
Op 13 augustus 2021 werd Tarin Kowt doelwit van aanvallen door de Taliban als een van de provinciehoofdsteden die ze trachtten te heroveren na de terugtrekking van de Amerikaanse en NAVO-troepen.  Op 14 augustus 2021 viel Tarin Kowt in de handen van de Taliban.